# Humberto Carranza Piedra
Humberto Carranza Piedra (Cutervo, 20 de agosto de 1921 - Lima, 6 de julio del 2015) fue un abogado, profesor y político peruano. Miembro del Partido Aprista Peruano, fue senador desde julio de 1985 hasta su disolución en abril de 1992 y diputado por Cajamarca en 2 ocasiones. También fue miembro de la Asamblea Constituyente de 1978.

## Biografía
Nació en la ciudad de Cutervo, ubicado en el departamento de Cajamarca, el 20 de agosto de 1921. Fue hijo de Rubén Carranza Toro y de Rosalina Piedra. 
Cursó sus estudios escolares en su ciudad natal. Orientó su vocación a la docencia e ingresó a la Escuela Normal anexa a la Universidad Nacional de Trujillo, donde se graduó de profesor (1942). Por entonces se afilió al Partido Aprista Peruano, del que fue Secretario General del Comité Ejecutivo Departamental de Lambayeque. Empezó a ejercer la docencia en Chiclayo (1943) pero por su militancia política fue separado del magisterio (1948).
Al desatarse la persecución contra los apristas, se trasladó al Callao, donde laboró en un colegio particular. Luego trabajó de almacenero en el fundo azucarero Andahuasi. En 1951 retomó su labor docente, siendo destinado a Canta y al año siguiente a Paiján. Simultáneamente cursó Derecho en la Universidad Nacional de Trujillo, donde fue Presidente de la Federación de Estudiantes. En 1958 se tituló de abogado.
Ejerció también la dirigencia gremial y llegó a ser Secretario General del Sindicato de Profesores Primarios del Perú.
En 1963 fue elegido Diputado por Cajamarca. Su periodo parlamentario, que debía culminar en 1969, se frustró por el golpe de Estado del general Juan Velasco Alvarado de 1968. Durante el gobierno militar, criticó los contratos suscritos para la construcción del Oleoducto Norperuano, por lo que fue condenado a un año de prisión en 1974, junto con otros directivos del Colegio de Abogados de Lima.
Fue elegido miembro de la Asamblea Constituyente de 1978, en donde fue presidente de la Comisión que se encargó de la elaboración del capítulo de la Constitución de 1979 concerniente al ámbito de la Educación. En 1980 fue elegido nuevamente como diputado por Cajamarca.
En 1985 fue elegido Senador de la República y fue nombrado Secretario de su Cámara. En 1989 fue elevado a la Presidencia de la misma, que ejerció hasta el término de la legislatura en 1990. En este año fue reelegido senador, pero no pudo terminar esta vez su periodo legislativo debido al autogolpe de Alberto Fujimori del 5 de abril de 1992.

## Condecoraciones
- Orden Andrés Reyes y Buitrón, concedida por el Senado del Perú.
- Hijo Predilecto, por la Municipalidad Provincial de Cutervo (2007).

## Obras
- Memorias de un provinciano leal y fraterno con Víctor Raúl Haya de la Torre (2009).